# Пукшеньга (посёлок)
Пукшеньга — поселок в Холмогорском районе Архангельской области.

## География
Находится в центральной части Архангельской области на расстоянии приблизительно 70 км на юг-юго-восток по прямой от районного центра села Холмогоры на левом берегу реки Пукшеньга.

## История
Основан в 1920-е годы для размещения ссыльнопоселенцев, работавших на лесозаготовках. До 2022 года входила в Хаврогорское сельское поселение  до его упразднения.

## Население
Численность населения: 47 человек (русские 87 %) в 2002 году, 18 в 2010.